# ای‌پی زنده و متخاصم
«ای.پی. زنده و متخاصم» آلبومی از گروه موسیقی موسیقی هوی متال پنترا است که در سال ۱۹۹۴ میلادی منتشر شد.